# 熊本県の資格者配置路線
熊本県の資格者配置路線（くまもとけんのしかくしゃはいちろせん）とは、交通誘導警備業務に関し、道路又は交通の状況により、熊本県公安委員会が道路における危険を防止するため必要と認める路線である。
当該路線で交通誘導警備業務を実施するにあたっては、交通誘導警備業務を実施する場所ごとに、交通誘導警備業務1級検定又は2級検定の合格証明書の交付を受けた警備員を1名以上配置しなければならない。

## 告示・施行
- 2006年12月15日 - 告示
- 2007年6月15日 - 施行

## 路線一覧
|    | 路線名                   | 区間 |
| -- | ------------------------ | --- |
| 1  | 国道3号                  | 熊本県の全域（ただし、熊本市清水町大字新地字馬立1860番3地先から熊本市新南部6丁目157番4地先までの間を除く） |
| 2  | 国道57号                 | 熊本県の全域                                                                                               |
| 3  | 国道208号                | 熊本県の全域（ただし、玉名市河崎字刎ノ下747番1地先までの間を除く）                                         |
| 4  | 国道218号                | 熊本県の全域                                                                                               |
| 5  | 国道219号                | 熊本県の全域                                                                                               |
| 6  | 国道266号                | 熊本県の全域                                                                                               |
| 7  | 国道324号                | 熊本県の全域                                                                                               |
| 8  | 国道325号                | 熊本県の全域                                                                                               |
| 9  | 国道387号                | 熊本県の全域（ただし、阿蘇郡小国町を除く）                                                                 |
| 10 | 国道443号                | 熊本県の全域                                                                                               |
| 11 | 国道445号                | 熊本県の全域（ただし、八代市及び球磨郡山江村を除く）                                                       |
| 12 | 国道501号                | 熊本県の全域                                                                                               |
| 13 | 主要地方道熊本玉名線     | 熊本県の全域                                                                                               |
| 14 | 主要地方道八代鏡字土線   | 熊本県の全域                                                                                               |
| 15 | 主要地方道熊本高森線     | 熊本県の全域（ただし、阿蘇郡高森町を除く）                                                                 |
| 16 | 主要地方道熊本田原坂線   | 熊本県の全域                                                                                               |
| 17 | 主要地方道熊本益城大津線 | 熊本県の全域                                                                                               |
| 18 | 主要地方道熊本菊鹿線     | 熊本県の全域                                                                                               |
| 19 | 県道熊本空港線           | 熊本県の全域                                                                                               |
| 20 | 県道益城菊陽線           | 熊本県の全域                                                                                               |